# Политичка социологија
Политичка социологија је научна дисциплина чији је предмет однос политике, државе и друштва.

## Поље изучавања
Четири основна поља традиционалне политичке социологије су:
1. друштвено политички развој модерне државе;
2. Питање "Ко влада?" Како друштвене неједнакости између група (класа, раса, род итд.) детерминишу или утичу на политику;[1]
3. Како јавно мњење, идеологија, личности, друштвени покрети и ванинституционалн политички токови утичу на формалну политику;
4. Односи моћи између и унутар друштвених група (нпр. породица, радног места, организација, бирократије, медија).[2]

Другим речима, политичка социологија се традиционално бавила тиме како друштвени токови, друштвена динамика и структуре доминација утичу на формално политичке процесе као и тиме како различите друштвене снаге утичу на формирање политике.

## Основни теоријски приступи
У политичкој социологији можемо разликовати три основна теоријска приступа: плурализам, теорију елита и класну анализу (која се поклапа са марксистичком анализом).
Плурализам види политику најпре као поље надметања мноштва интересних група. 

Теорија елита се понекад назива и државо-центрични приступ. Она објашњава шта држава чини узимајућу у обзир ограничења која постављају формалне организације, полу-аутономни државни службеници, и интересе који произилазе из државе као јединствене организације која концентрише моћ. Водећа представница оваквог схватања државе је Теда Скопол (Theda Skocpol). 

Класна теорија у политичкој социологији наглашава политичку моћ капиталистичке класе. IМОже се поделити у два дела. Један је "инструменталистички" или приступ "структура моћи", а други је структурално-функционалистички приступ. Приступ структура моћи се фокусира на питање "Ко влада?" а познат представник је Вилијем Домхоф (G. William Domhoff). Структурални приступ нагалашава начин на који капиталистичка економија фунционише; допуштајући држава да утиче само на одређен начин и у одређеној количини. Представници оваквог схватања су Никос Пуланцас и Боб Јесоп (Nicos Poulantzas, Bob Jessop).

## Историја политичке социологије и савремена политичка социологија
Теоријски темељи политичке социологије настали су у оквиру ренесансне републиканске традиције и теорије друштвеног уговора. Оснивачи модерне политичке социологије су Карл Маркс и Макс Вебер. 
Савремени развој политичке социологије изражава се у неколико основних тематских подручја:
теорије политичке моћи, теорије интереса и друштвених покрета.
Овакав развој делимично је резултат све веће сложености друштвених односа, организовања друштвених покрета и релативног слабљења државе као последица глобализације. Ипак, највећим делом, то је резултат радикално новог промишљања друштвене теорије уопште. Она је сад подједнако фокусирана и на микропитања (као што су формирање идентитета у социјалној интеракцији, политика знања, и ефекти оспоравања значења структура) и на макро питања (као што су заузимање и контрола државне моћи). Главни утицаји овде су: Стјуарт Хол (Stuart Hall), пост-структурализам (Мишел Фуко, Џудит Батлер), прагматизам (Luc Boltanski), теорија структурације (Anthony Giddens), и културна социологија (Jeffrey C. Alexander).